# 263 км (зупинний пункт)
263 кіломе́тр — пасажирська зупинна залізнична платформа Криворізької дирекції Придніпровської залізниці на лінії Нижньодніпровськ-Вузол — Апостолове.
Розташована у селі Малинівка Солонянського району Дніпропетровської області між станціями Привільне (16 км) та Рясна (4 км).
По платформі щоденно проходить пара дизель-потягів у напрямку Дніпро-Лоцманської та пара в напрямку Апостолового.